# Marie Ohier
Marie Pierrette Sophie Pauline Ohier (Parigi, 13 ottobre 1853 – Parigi, 31 marzo 1941) è stata una giocatrice di croquet francese.

## Carriera
Partecipò ai Giochi della II Olimpiade di Parigi nelle gare di singolo, una palla e singolo, due palle. In entrambe le gare non riuscì a classificarsi.
Ai tornei di croquet olimpico parteciparono i suoi cugini Jeanne Filleul-Brohy, Jacques Sautereau e Marcel Haëntjens.